# Guido Guinizzelli
Guido Guinizzelli, bologniški pesnik, * 1235, Bologna, † 1276, Monselice.
Bil je član toskanskega pesniškega gibanja, znanega kot sladki novi slog.